# Facteur tissulaire
Le facteur tissulaire, aussi appelé « facteur III » ou « thromboplastine» , est un récepteur transmembranaire qui se lie au facteur VII qui une fois activé va a son tour  activer le facteur X de la coagulation.
Il est donc responsable de la voie extrinsèque d'activation de la coagulation

## Rôle
Il est présent de façon constitutive, toujours loin du sang, au niveau de l'épithélium, les muqueuses, la capsules des organes. Dans l'artère normale, il est présent dans la média ainsi que dans l'adventice. Dans les plaques d'athérome, il est exprimé dans les monocytes et les macrophages présents dans la plaque ainsi que les cellules mésenchymateuses.
En cas de lésion de ces structures protectrices, le facteur tissulaire est mis en contact avec le sang et active la coagulation (voie extrinsèque) ou hémostase secondaire. 
Il peut être exprimé de façon inductible par les monocytes, les macrophages, les cellules endothéliales, notamment par stimulation par des lipopolysaccharides.
Sa synthèse est augmentée dans le muscle lisse artériel en cas de lésion de l'artère.
Son activité peut être modulée par différents facteurs, dont la composition de la membrane (biologie) cellulaire en phospholipides. Sa stabilité est augmentée en cas d'insuffisance rénale, probablement par l'intermédiaire de l'urée, ce qui pourrait contribuer au plus grand risque d'accidents cardiaques chez ces patients.
Il est aussi contenu dans les microparticules circulantes et sa concentration peut alors être mesurée dans le sang. Cette dernière est augmentée en cas de cancer, d'infarctus du myocarde ou de coagulation intravasculaire disséminée, ce qui pourrait contribuer à l'augmentation de risque de thrombose dans ces maladies.
Il est inhibé par le TFPI (tissue factor pathway inhibitor). L'inhibition de la sirtuine 1 augmenterait l'expression du facteur tissulaire.